# Малина душистая
Мали́на души́стая, или Малиноклён душистый (лат. Rúbus odoratus) — североамериканский вид растений, входящий в род Малина семейства Розовые (Rosaceae). От остальных видов рода отличается прямостоячими, лишёнными колючек стеблями, простыми листьями, крупными пурпурными цветками, гладким, булавовидным столбиком пестика и фиолетовыми желёзками, плотно покрывающими поверхность большинства частей растения.

## Ботаническое описание

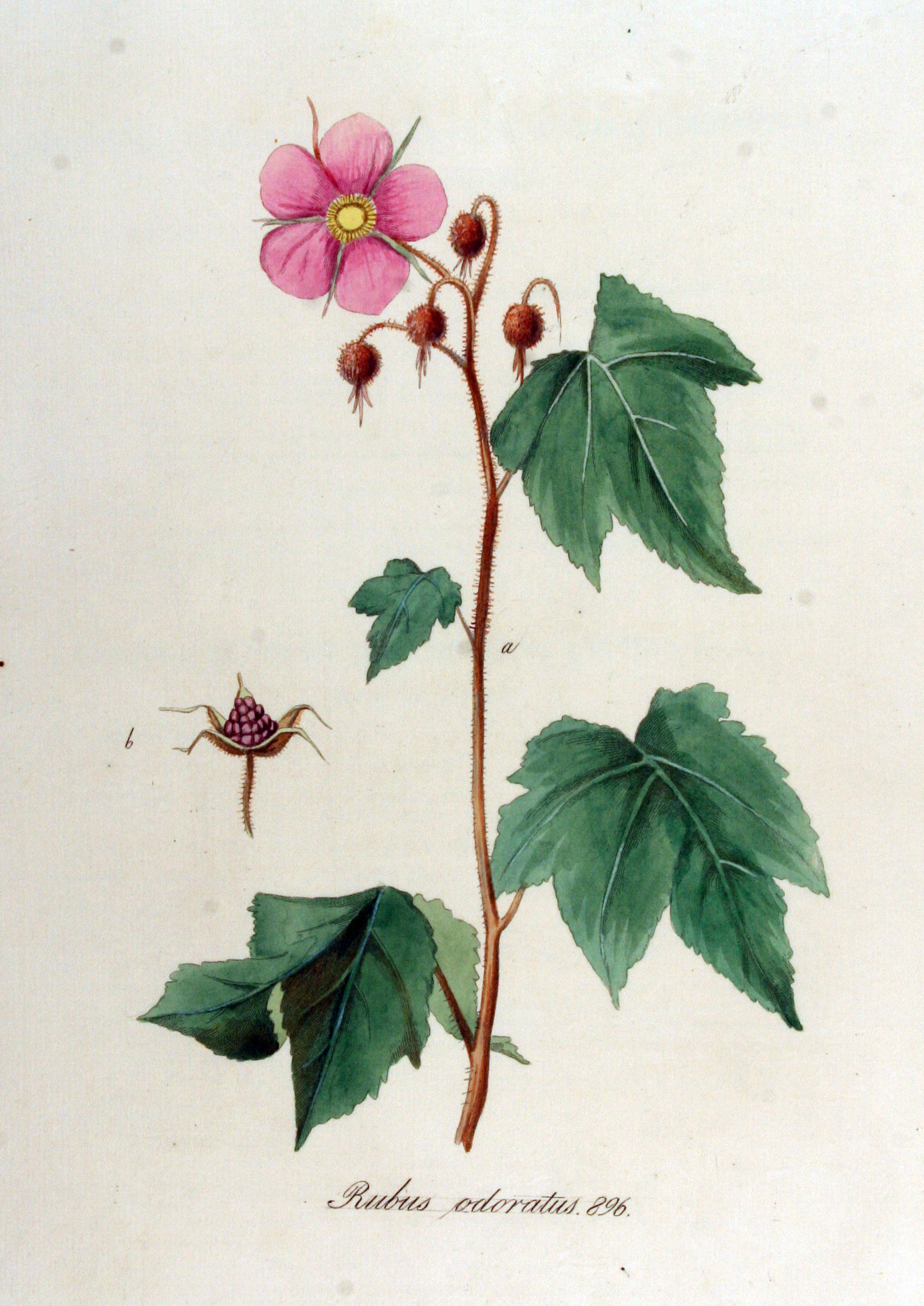
Малина душистая.

Листопадный неколючий полукустарник высотой 1—2 м, иногда в естественных условиях вырастает до 3 м. Стебли гладкие, блестяще-коричневые, с отслаивающейся корой, молодые покрыты волосками и желёзками. Период цветения — июнь, период плодоношения — август.
Листья похожи на кленовые, простые, дланевидно-лопастные с 3—5 заострёнными яйцевидно-треугольными лопастями, светло-зелёного цвета, в конце сентября в желтеют. Основание сердцевидное. Размер листовой пластины (9-20, реже до 30 см) на (иногда от 10, обычно 15-25, реже до 30) см, края зазубрены. Абаксиальная сторона покрыта трихомами и тёмно-фиолетовыми желёзками. Форма прилистников от ланцетной до яйцевидной, размер от 5 до 15 мм. Длина черешка 8 см.
Цветки обоеполые, с заметным приятным запахом. Диаметр 3—5 см. Цвет пурпуровый или розовый, иногда белый. Форма лепестков широкояйцевидная, приближающаяся к округлой. Размер лепестков — от 12 до 30 мм, обычно 17—25 мм. Столбик пестика гладкий булавовидный, завязь опушена. Тычинки нитевидные. Встречаются как одиночные цветки, так и собранные в длинные метельчатые соцветия. Цветоножка, веточки соцветия и чашечка клейкие, густожелезистые, опушены. Чашелистики длинные остроконечные.
Плод — светло-красная многокостянка полусферической сплюснутой формы, в созревшем виде легко отделяется от цветоложа (в том числе может опадать). Размер 1,5—2 см. На вкус кисло-сладкая. Число отдельных составляющих соплодие костянок от 30 до 60.
Древесина рассеяннососудистая, с очередной поровостью, желтоватого или беловатого цвета, годичные кольца достаточно заметны. В её составе сосуды, волокнистые трахеиды, лучевая и тяжевая паренхима.

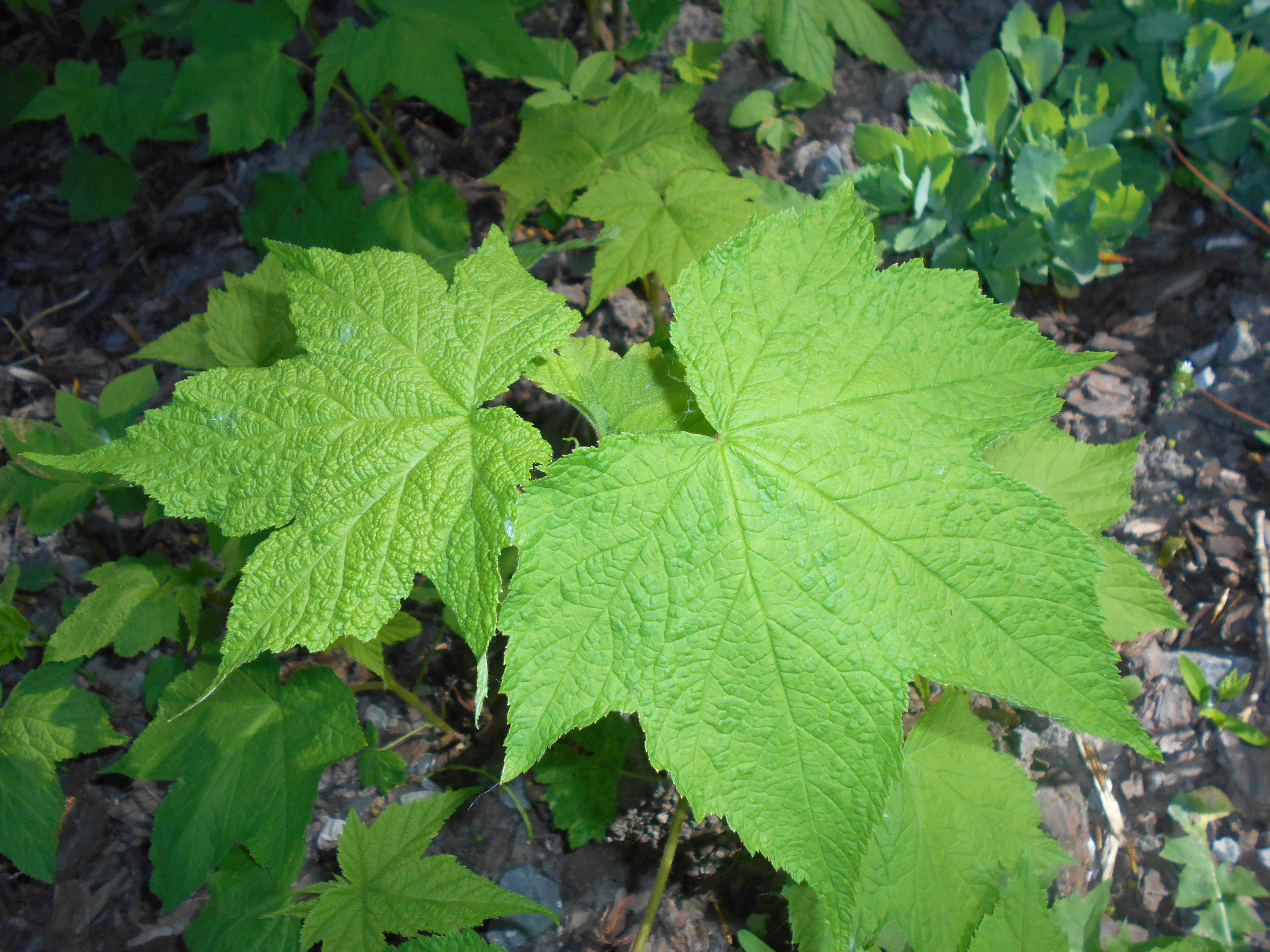
Листья
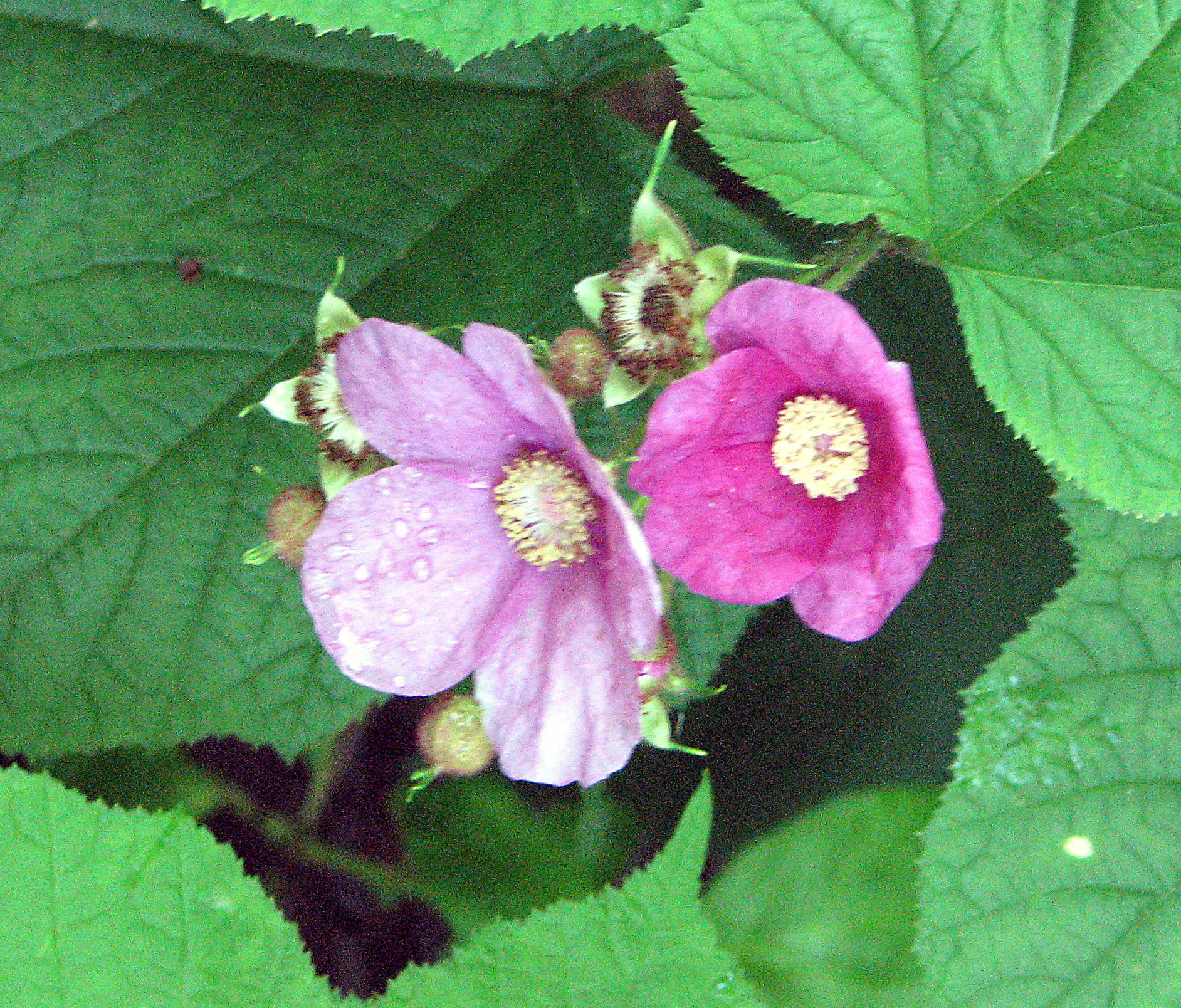
Соцветие
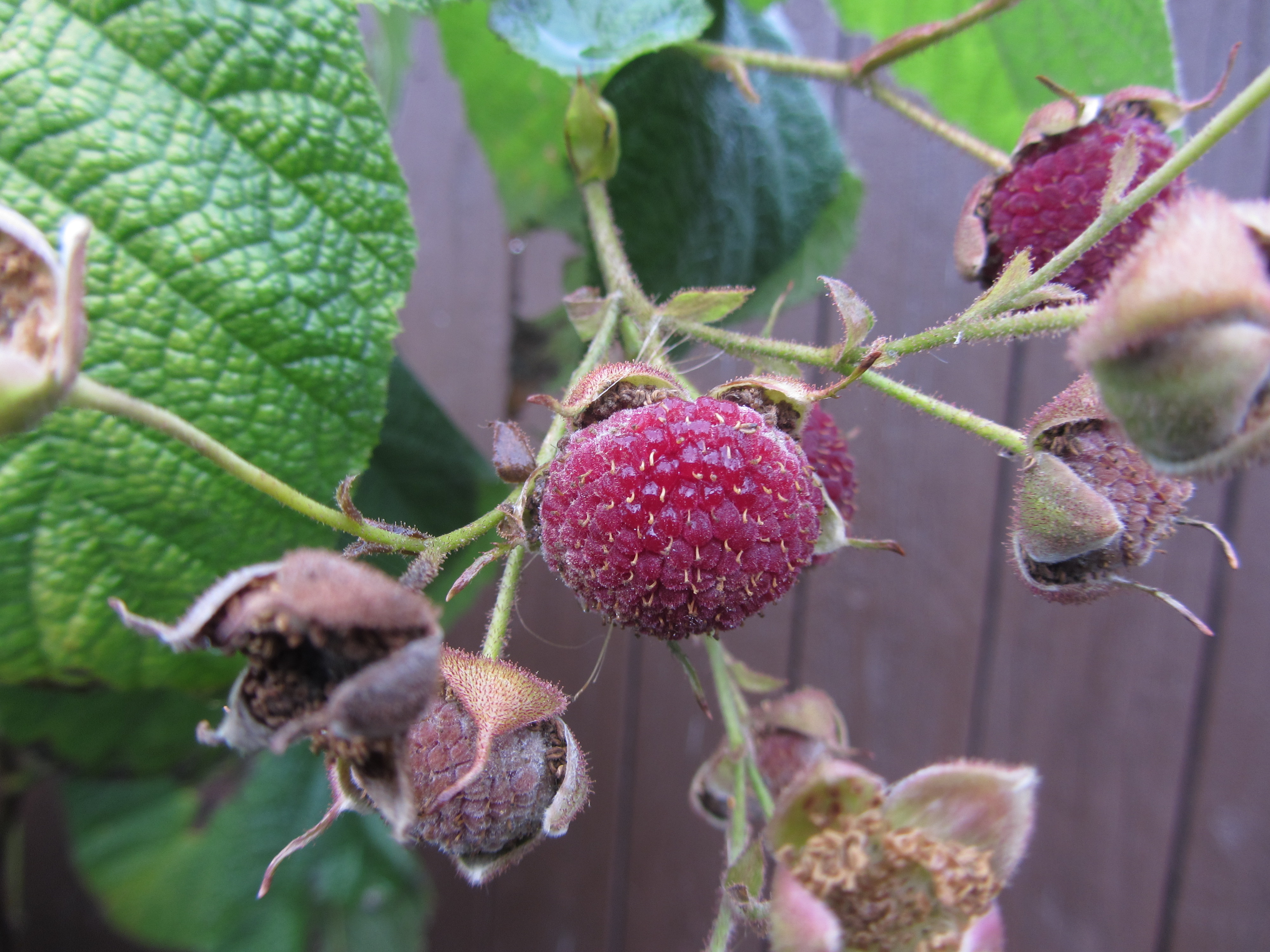
Плоды
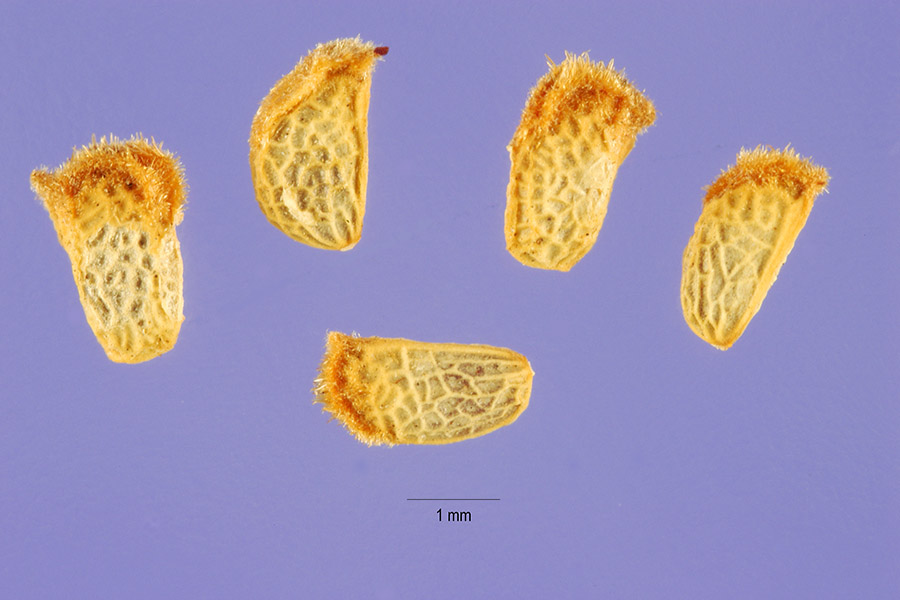
Семя

## Распространение и экология
Растёт на скалистых склонах и осыпях, опушках, вдоль рек и дорог, встречается на высотах от 10 до 1500 м над уровнем моря. Происходит из восточной части Северной Америки, где её ареал распространяется от канадской провинции Онтарио, Квебек и Новая Шотландия на севере до штатов США Теннесси и Джорджия на юге. Интродуцирована в Европе и штате Вашингтон.

## Хозяйственное значение и использование
Используется как декоративное растение и для быстрого озеленения больших территорий. Плоды съедобны, но не очень вкусны, поэтому коммерческого значения не имеют. Североамериканские индейцы использовали отвары из листьев и других частей при родовых схватках и для выкидышей. Образует большое количество корневых отпрысков на разном расстоянии от маточного куста.

## Классификация

### Таксономическое положение
- Rubus odoratus L., 1753, Sp. Pl. : 494

Вид Малина душистая включается в род Малина (Rubus) семейства Розовые (Rosaceae) порядка Розоцветные (Rosales), последовательно входящего в более крупные клады Фабиды → Розиды → Суперрозиды → Эвдикоты → Цветковые растения. Таксономическая схема в соответствии с Системой APG IV по состоянию на июнь 2024 года:
|  |                          |  |                                   |                                   |                   |  | еще 8 семейств | еще 8 семейств |                     |  |  |  | еще 1 802 подтвержденных вида и 4 889 видов, ожидающих подтверждения |
|  |                          |  |                                   |                                   |                   |  | еще 8 семейств | еще 8 семейств |                     |  |  |  | еще 1 802 подтвержденных вида и 4 889 видов, ожидающих подтверждения |
|  |                          |  |                                   | порядок Розоцветные               |                   |  |                |                | род Малина          |  |  |  |                                                                      |
|  |                          |  |                                   | порядок Розоцветные               |                   |  |                |                | род Малина          |  |  |  |                                                                      |
|  | клада Цветковые растения |  |                                   |                                   | семейство Розовые |  |                |                | вид Малина душистая |  |  |  |                                                                      |
|  | клада Цветковые растения |  |                                   |                                   | семейство Розовые |  |                |                |                     |  |  |  |                                                                      |
|  |                          |  | ещё 63 порядка цветковых растений | ещё 63 порядка цветковых растений |                   |  |                | еще 116 родов  | еще 116 родов       |  |  |  |                                                                      |
|  |                          |  |                                   | ещё 63 порядка цветковых растений |                   |  |                |                | еще 116 родов       |  |  |  |                                                                      |

## Синонимы
- Bossekia odorata (L.) Greene
- Rubacer columbianum (Millsp.) Rydb.
- Rubacer odoratum (L.) Rydb.
- Rubus columbianus (Millsp.) Rydb.
- Rubus glandulifolius Salisb.
- Rubus grandifolius Salisb.
- Rubus odoratus f. albiflorus House
- Rubus odoratus f. albus Zabel ex C.K.Schneid.
- Rubus odoratus f. albus Zabel
- Rubus odoratus f. bifarius Fassett
- Rubus odoratus f. glabrifolius Fassett
- Rubus odoratus f. heteradenius Fassett
- Rubus odoratus f. hypomalacus Fassett
- Rubus odoratus f. paraheteradenius Fassett
- Rubus odoratus f. parahypomalacus Fassett
- Rubus odoratus f. scopulorum Fassett
- Rubus odoratus var. albidus L.H.Bailey
- Rubus odoratus var. californicus (Kuntze) Kuntze
- Rubus odoratus var. columbianus Millsp.
- Rubus odoratus var. malachophyllus Fernald
- Rubus odoratus var. mexicanus (Kuntze) Kuntze
- Rubus odoratus var. normalis Kuntze
- Rubus odoratus var. odoratus
- Rubus quinquelobus Stokes